# Bahnhof Ageo
Der Bahnhof Ageo (jap. 上尾駅, Ageo-eki) ist ein Bahnhof auf der japanischen Insel Honshū. Er wird von der Bahngesellschaft JR East betrieben und befindet sich in der Präfektur Saitama auf dem Gebiet der Stadt Ageo.

## Verbindungen
Ageo ist ein Zwischenbahnhof an der Takasaki-Linie von JR East. Sie führt von Takasaki über Ōmiya und Ueno nach Tokio, wobei ab Ōmiya die Gleise der Utsunomiya-Linie (Teilstrecke der Tōhoku-Hauptlinie) genutzt werden. Tagsüber verkehren in beiden Richtungen fünf bis sieben Züge je Stunde, während der Verkehrszeiten#Hauptverkehrszeit bis zu 13 Züge in der jeweiligen Hauptlastrichtung. Nahverkehrszüge mit Halt an allen Bahnhöfen fahren in der Regel nach Tokio und werden dort auf die Tōkaidō-Hauptlinie durchgebunden. Eilzüge der Gattungen Rapid und Special Rapid werden in Ōmiya üblicherweise mit der Shōnan-Shinjuku-Linie in Richtung Shinjuku verknüpft. In der Gegenrichtung fahren die meisten Eilzüge bis nach Kagohara, während Takasaki das Ziel der meisten Nahverkehrszüge ist. Einzelne Verbindungen führen umsteigefrei über Takasaki hinaus auf der Ryōmō-Linie weiter bis nach Maebashi.
Außerdem ist Ageo ein bedeutender Knotenpunkt des lokalen und regionalen Busverkehrs. Beidseits des Bahnhofs gibt es je einen Busterminal mit mehreren Haltestellen. Insgesamt verkehren von hier aus drei Dutzend Linien der Gesellschaften Tōbu Bus, Asahi Motor Corporation, Maruken Tsubasa Kōtsū und Ken-chan Bus.

## Anlage
Der Bahnhof steht an der Grenze zwischen den Stadtteilen Yatsu im Westen und Miyamotochō im Osten. Die ebenerdige Anlage ist von Südosten nach Nordwesten ausgerichtet und umfasst vier Gleise, von denen drei dem Personenverkehr dienen. Diese liegen an einem Mittelbahnsteig und an einem Seitenbahnsteig, die beide vollständig überdacht sind. Der Zugang erfolgt über Treppen, Rolltreppen und Aufzüge. Sie führen hinauf zum Empfangsgebäude, das sich in Form eines Reiterbahnhofs über die Anlage spannt. Im Gebäude gibt es einen breiten Durchgang zwischen den beiden Bahnhofsvorplätzen. Von den Ausgängen im ersten Obergeschoss führen mehrere erhöhte Fußgängerpassagen zu umliegenden Büro- und Geschäftsgebäuden. Am südlichen Ende der Anlage befindet sich ein kurzes Abstellgleis.
Im Fiskaljahr 2019 nutzten durchschnittlich 41.655 Fahrgäste täglich den Bahnhof.

## Bilder

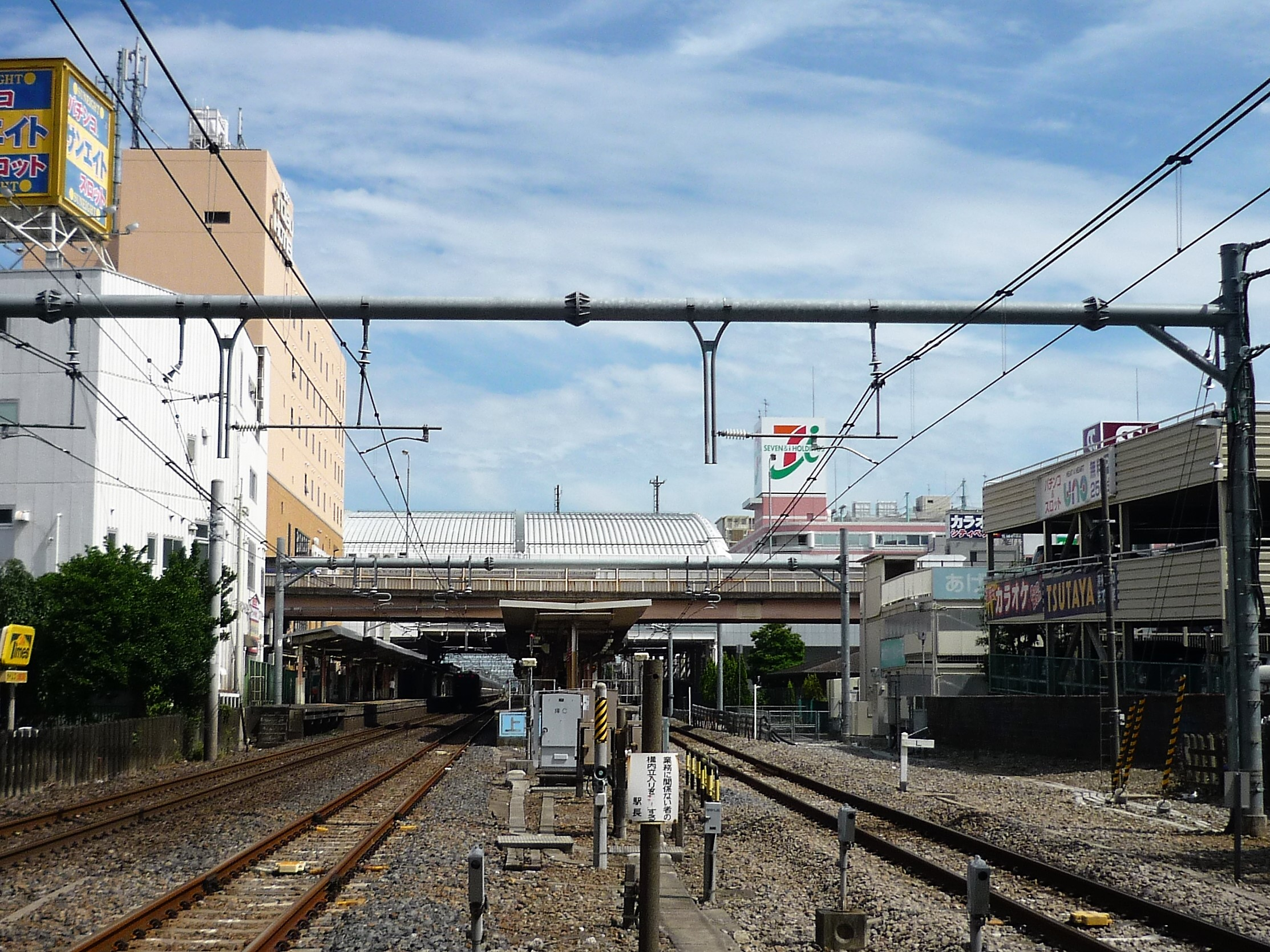
Ansicht von Nordwesten
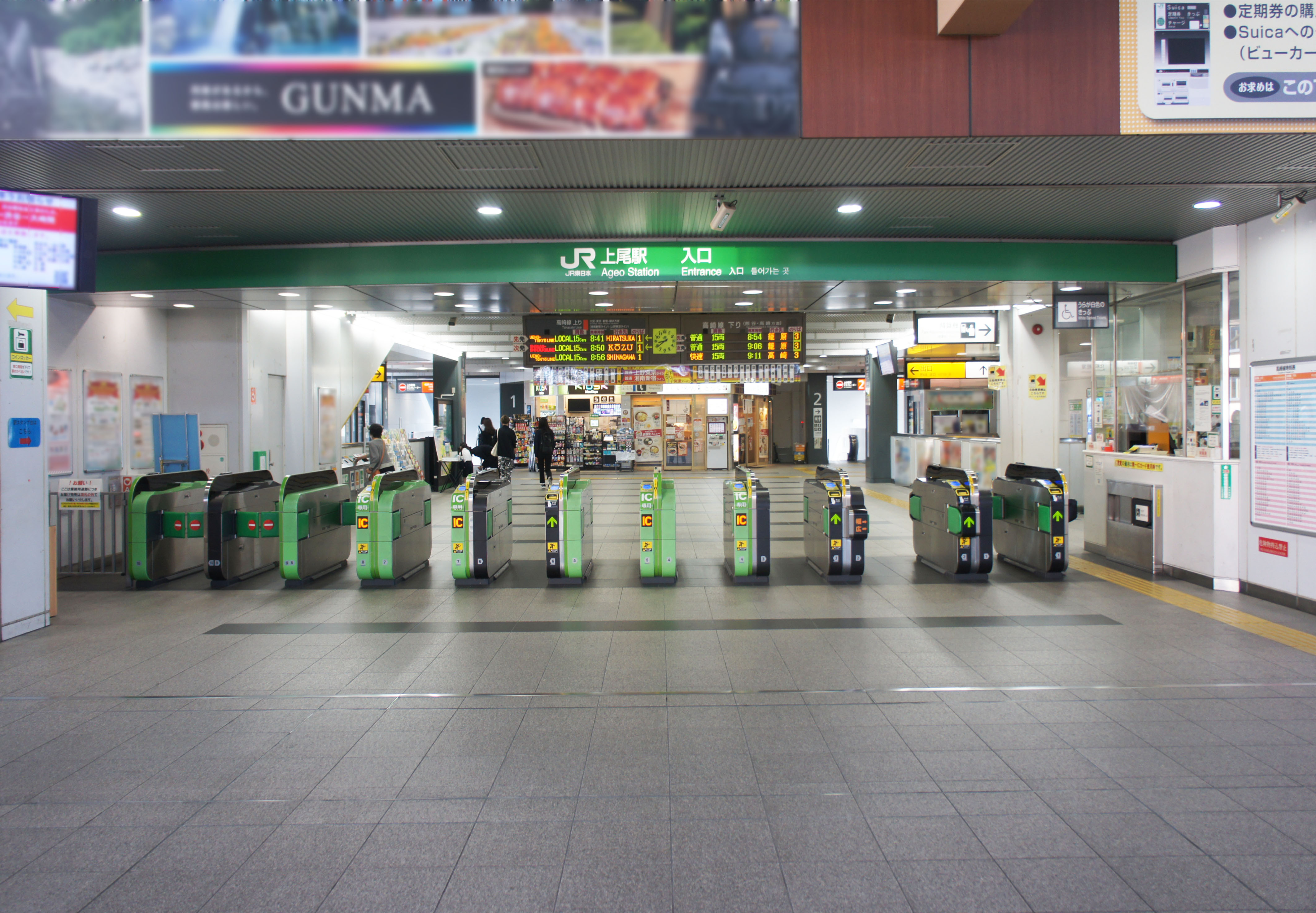
Bahnsteigsperren
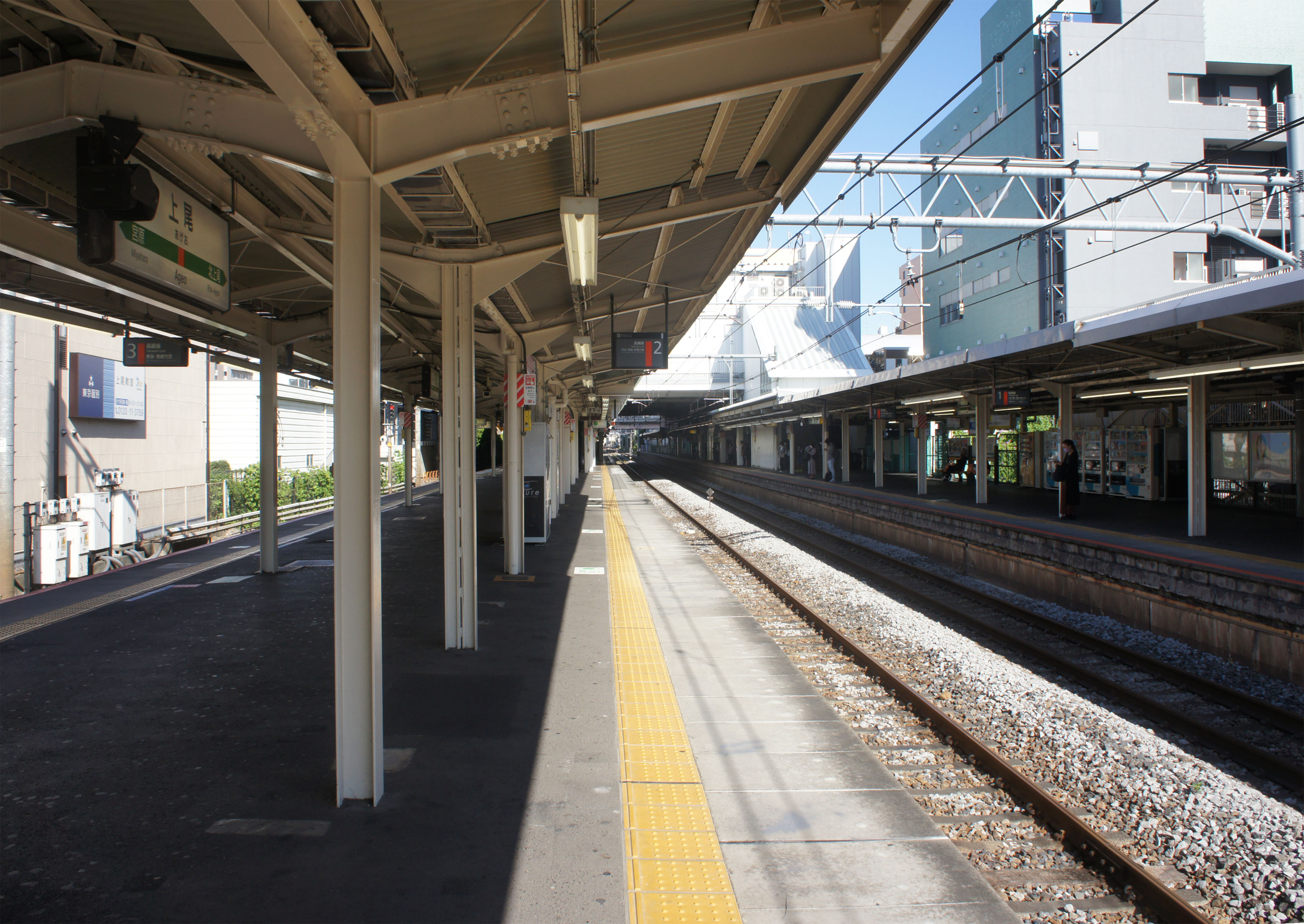
Blick auf die Bahnsteige
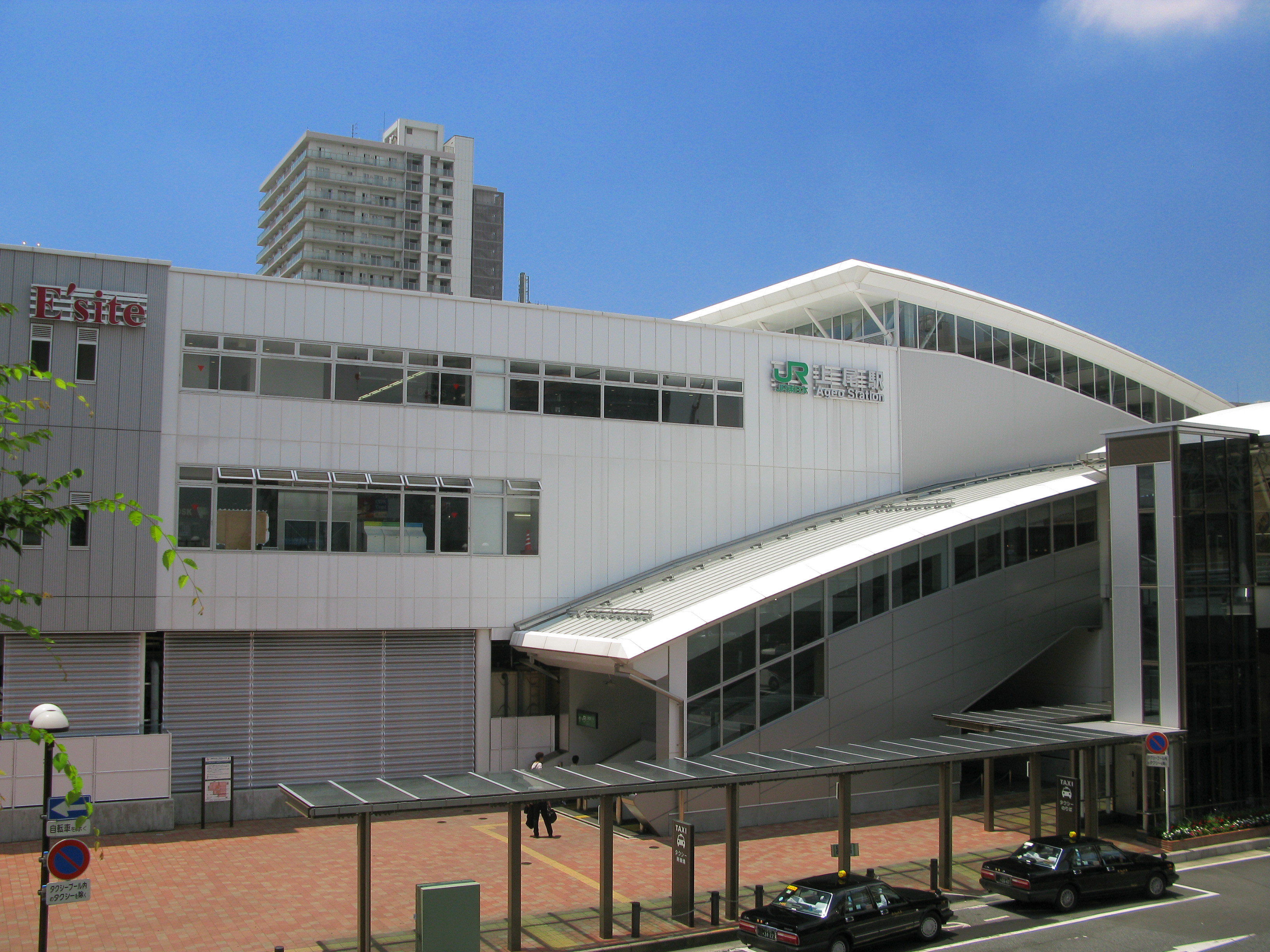
Ostausgang (Juli 2012)

## Gleise
| 1   | ▉ Takasaki-Linie | Ōmiya • Akabane • Ueno • Tokio / Shinjuku • Yokohama |
| 2/3 | ▉ Takasaki-Linie | Kumagaya • Takasaki • Maebashi                       |

## Linien
| Verlauf der Takasaki-Linie |
| --- |
| Tokyo • Ueno • Oku • Akabane • Urawa • Saitama-Shintoshin • Ōmiya • Miyahara • Ageo • Kita-Ageo • Okegawa • Kitamoto • Kōnosu • Kita-Kōnosu • Fukiage • Gyōda • Kumagaya • Kagohara • Fukaya • Okabe • Honjō • Jimbohara • Shinmachi • Kuragano • Takasaki |

## Geschichte
Die Nippon Tetsudō, Japans erste private Bahngesellschaft, eröffnete den Bahnhof am 28. Juli 1883, zusammen mit der Strecke von Ueno–Kumagaya. Am 1. Mai 1884 war die gesamte Strecke bis nach Takasaki betriebsbereit. Es wurde auch eine rund 400 Meter lange Verbindungsstraße zum nordöstlich gelegenen Nakasendō gebaut. Die Bahnstrecke diente in den Anfangsjahren überwiegend dem Transport von Rohseide zum Hafen von Yokohama, doch allmählich entstand rund um den Bahnhof ein Industriegebiet, was zu einem raschen Bevölkerungsanstieg und zur Ausweitung des Personenverkehrs führte. Seit 1896 besteht unmittelbar nordwestlich des Bahnhofs eine Straßenbrücke über die Gleise hinweg. Als Folge des Eisenbahnverstaatlichungsgesetzes gelangte der Bahnhof am 1. November 1906 an das Eisenbahnamt (das spätere Eisenbahnministerium). Das Große Kantō-Erdbeben richtete am 1. September 1923 Schäden an, die eine Reparatur erforderten. Am 12. Februar 1935 nahm das Eisenbahnministerium ein neues Empfangsgebäude in Betrieb. Da auch dieses Gebäude bald nicht mehr den Anforderungen genügte, eröffnete die Japanische Staatsbahn am 10. Juni 1968 nach knapp einjähriger Bauzeit den heute noch bestehenden Reiterbahnhof; die Arbeiten waren im Dezember 1969 abgeschlossen.
1973 ereignete sich der so genannte „Ageo-Zwischenfall“. Als Folge langwieriger Auseinandersetzungen zwischen der Staatsbahn und den Gewerkschaften während der Shuntō-Tarifverhandlungen begannen die Angestellten aus Protest „Dienst nach Vorschrift“ zu leisten, was angesichts der ohnehin schon chronisch überfüllten Pendlerzüge und des Mangels an Rollmaterial regelmäßig zu großen Verspätungen führte. Am Morgen des 13. März waren mehrere Tausend Menschen im Bahnhof Ageo gestrandet. Als über eine Stunde lang kein Zug hielt, griffen aufgebrachte Fahrgäste das Personal an, verwüsteten die Einrichtung und verhinderten die Durchfahrt weiterer Züge. Die mehrere Stunden lang andauernden Krawalle, die sich auf mehrere weitere Bahnhöfe ausweiteten, führten zu einem kompletten Betriebsunterbruch auf der Takasaki-Linie; auch andere Linien waren zum Teil betroffen. Gut fünf Wochen später kam es im Bahnhof Akabane zu einem ähnlichen Zwischenfall, der ebenfalls große Teile des Bahnverkehrs lahmlegte.
Aus Rationalisierungsgründen stellte die Staatsbahn am 21. August 1980 den Güterumschlag ein, am 14. März 1985 auch die Gepäckabfertigung. Im Rahmen der Staatsbahnprivatisierung ging der Bahnhof am 1. April 1987 in den Besitz der neuen Gesellschaft JR East über. Vier Jahre nachdem eine Studiengruppe ein entsprechendes Projekt präsentiert hatte, begannen im Juni 2007 umfangreiche Renovierungs- und Modernisierungsarbeiten, die über dreieinhalb Jahre dauerten und Kosten von mehr als vier Milliarden Yen verursachten. Seit dem Fahrplanwechsel 2021 halten in Ageo sämtliche Schnellzüge auf der Takasaki-Linie.